# Prague 13
Prague 13, officiellement district municipal de Prague (Městská čast Praha 13), est une municipalité de second rang à Prague, en République tchèque. Le district administratif (správní obvod) du même nom comprend les arrondissements municipaux de Prague 13 et de Řeporyje.